# Филипос Кондогурис
Филипос Аристомени Кондогурис (на гръцки: Φίλιππος Αριστομένη Κοντογούρης) е гръцки дипломат и деец на гръцката въоръжена пропаганда в Македония.

## Биография
Роден е в Патра в голямото семейство Кондогурис. Започва работа като подконсул в гръцкото консулство в Битоля, но на практика контролира военните операции на гръцките чети в Битолско. Привлича за работа в консулството и брат си Николаос Кондогурис.
По-късно минава на работа като вицеконсул в консулството в Солун.
След като Солун попада в Гърция в 1912 година остава там и работи като адвокат. Член е на борда на Гръцкия Червен кръст в града и член на комисията се подпомагане на бежанците от Кавказ.
В 1922 година с кралски указ му е връчен „Кръста на Архангелите“ II степен и „Ордена на крал Георгиос“ I степен.